# Prêtres interdits
Pour les articles homonymes, voir Prêtre.
Pour plus de détails, voir Fiche technique et Distribution.
Prêtres interdits est un film français réalisé par Denys de La Patellière en 1973. Avec Robert Hossein et Claude Jade.

## Synopsis
L'action débute en 1936, dans le climat qui amène le Front populaire au pouvoir. Le film illustre les conflits entre conscience et obéissance aux hiérarchies, tant communistes qu'ecclésiastiques.
Une jeune fille de bonne famille, Françoise, fait une chute de bicyclette et est soignée par l'abbé Jean Rastaud. Ils se revoient et se lient bientôt d'amitié. Et, malgré les mises en garde, leur amitié se transforme au grand jour en un amour réciproque.
Malgré l'intervention de son ami, l'abbé Ancely, Rastaud ne résiste pas à l'inclination qu'il éprouve. C'est le début d'un amour exceptionnel contre toutes les hypocrisies. L'évêque intime à Jean, l'ordre de ne jamais plus revoir la jeune femme qui est enceinte, sous peine d'être frappé d'interdiction. Le prêtre, qui ne veut pas commettre de lâcheté, passe outre. La jeune fille, de son côté, est décidée à obéir, du moins jusqu'à sa majorité, aux ordres de sa famille, très bourgeoisement catholique. Rastaud quitte la prêtrise et monte un commerce de vins. Trois ans s'écoulent. Françoise, majeure, reprend son enfant élevé à l'Assistance publique.

## Fiche technique
- Titre du film : Prêtres interdits
- Réalisateur : Denys de La Patellière, assisté de Jean-Pierre Vergne et Alain Nahum
- Scénario : Jean-Claude Barreau et François Boyer
- Directeur de la photographie : Henri Raichi
- Musique : Jean-Michel Defaye et Antonio Vivaldi
- Montage : Claude Durand
- Sociétés de production : Bela Productions (Paris) et SNC - Société Nouvelle de Cinématographie
- Producteur : Georges de Beauregard
- Langue : français
- Genre : drame
- Durée : 90 min
- Date de sortie : 22 novembre 1973
- Affiche : Clément Hurel (France)

## Distribution
- Robert Hossein : Jean Rastaud
- Claude Jade : Françoise Bernardeau
- Claude Piéplu : l'abbé Grégoire Ancely
- Pierre Mondy : Paul Lacoussade
- Louis Seigner : l'évêque
- Germaine Delbat : la mère de Jean
- Michèle Watrin : la cousine de Françoise
- Lucienne Legrand : la mère de Françoise
- Georges Audoubert : le père de Françoise
- Gilette Barbier : la postière (non créditée)

## Critiques
« Denys de la Patellière n'a pas hésité à engager comédiens très marqués par leurs emplois précédents. Robert Hossein et Claude Piéplu aiment parfois forcer leur jeu en prêtres. Pour que l'amour du prêtre interdit n'ait pas le visage du péché, il a pris le plus pur visage du cinéma français, celui de Claude Jade. Et pour que rien ne paraisse laid ni sordide, il a utilisé des images tendrement poétiques et baigné l'ensemble dans la musique de Vivaldi. »  - Combat du 20 novembre 1973.
« Prêtres interdits, film populaire, aux accents émouvants, est remarquablement interprété par Robert Hossein dont c'est un des meilleurs rôles. Claude Jade, joli fruit défendu, et surtout Claude Piéplu dont la présence extraordinaire domine la seconde moitié du film. » - Aurore du 24 novembre 1973.
« Ce film direct relève plus de l'imagerie que de l'étude psychologique poussée, le récit est linéaire, le jeu des acteurs Robert Hossein et Claude Jade est formidable, la démonstration implacable. C'est de la bonne imagerie populaire, un film accessible au plus vaste public, qui ouvre un débat et pose honnêtement un problème. » - Revue du Cinéma, no 280, 1973.